# Kran (Insel)
Kran ist eine der indonesischen Kei-Inseln.

## Geographie
Kran liegt zwischen den Inseln Ubur, Kei Dullah und Kei Kecil. Kran gehört zum Subdistrikt (Kecamatan) Pulau Dullah Selatan des Regierungsbezirks (Kabupaten) der Südostmolukken (Maluku Tenggara). Dieser gehört zur indonesischen Provinz Maluku.